# Mosaico del macizo de Mandara
El mosaico del macizo de Mandara es una ecorregión definida por el WWF, situada en el Macizo de Mandara, en el norte de la frontera entre Nigeria y Camerún.

## Descripción
Es una ecorregión de sabana con una extensión de 7.500 kilómetros cuadrados. Limita al oeste con la sabana sudanesa occidental, al norte con la sabana de acacias del Sahel y al este y al sur con la sabana sudanesa oriental.
La estación lluviosa dura seis meses, de mayo a octubre; durante este período las precipitaciones totalizan entre 800 y 1000 mm. Las temperaturas están moderadas por la altitud.

## Flora
Presenta una vegetación de mosaico de bosque y sabana, aunque se encuentra muy degradada. 

## Endemismos
Tres especies de reptiles son endémicas de esta región: 
- Camaleón de Wiedersheim (Chamaeleo wiedersheimi)
- Geco de cruz (Tarentola ephippiata)
- El eslizón Mabuya langheldi

Abundan los endemismos vegetales, emparentados con la flora de las montañas de África Oriental, pero están muy poco estudiados.

## Estado de conservación
En peligro crítico. La ecorregión está muy degradada. Las principales amenazas son el pastoreo extensivo, la tala para leña y los frecuentes incendios.

## Protección
En el interior del macizo, en un valle entre las dos principales cadenas montañosas del mismo, se encuentran el parque nacional Mozogo-Gokoro y la Reserva Forestal de Mayo Louti, ambos en Camerún.